# Mirischia asymmetrica
Mirischia asymmetrica es la única especie conocida del género extinto Mirischia de dinosaurio celurosauriano compsognátido que vivió a mediados del período Cretácico, hace aproximadamente 111 y 99 millones de años, en el Albiense, en lo que es hoy Sudamérica.

## Descripción
Mirischia es un pequeño terópodo que en 2004 se estimó de 2,10 metros de largo. En 2010 Gregory S. Paul estimó el peso en 7 kilogramos.  Es notable por su isquion asimétrico. El diagnóstico de Naish et al., en 2004, habla de que el isquion del Mirischia es asimétrico. El lado izquierdo es perforado por el foramen oval, pero el del lado derecho no se encuentra en la misma posición. El espécimen es también inusual en que se preservó originalmente algunos restos de tejido suave, qué parece haber sido un saco aéreo que fue preservado entre sus huesos púbicos e isquiones. Estudios anteriores habían sugerido que los terópodos no aviales pudieron poseer sacos aéreos postcraneales como los pájaros y Mirischia parece confirmar eso. Otro rasgo notable es la excepcional delgadez de la pared ósea de todos los elementos esqueléticos.

## Descubrimiento e investigación
Se conoce solo por una pelvis y miembros posteriores incompletos, los cuales guardan suficiente información para ser considerado una nueva especie. En 2000, David Martill y Eberhard Frey informaron sobre el hallazgo de un pequeño fósil de dinosaurio presente en un nódulo de tiza, adquirido ilegalmente por el Museo Alemán de Staatliches für Naturkunde Karlsruhe de un traficante ilegal de fósiles brasileño que había indicado que la pieza había sido descubierta en la Chapada do Araripe, específicamente en Araripina , Pernambuco, Brasil.  En 2004, la especie tipo Mirischia asymmetrica fue nombrada y descrita por Martill, Frey y Darren Naish. El nombre genérico combina el mirus del latín , "maravilloso", con "ischia", el plural latino del griego ἴσχιον, isquion, la articulación de la cadera. El nombre específico M. asimétrica se refiere al hecho de que en el espécimen el isquion izquierdo difiere de su contraparte derecha.
El holotipo , SMNK 2349 PAL, tiene su probable procedencia en la Formación Romualdo del Grupo Santana, que data del albiense . Consiste en un esqueleto articulado parcial, que consiste en gran medida en la pelvis y las extremidades posteriores incompletas, incluidas dos vértebras dorsales posteriores, una costilla, gastralia, ilion parcial, pubis e isquiones, huesos parciales del muslo y las partes superiores de la tibia y el peroné derechos . Delante del pubis, está presente un pedazo de intestino fosilizado. El espécimen representa un individuo subadulto.

## Clasificación
En 2004 el análisis filogenéticos lo incorporan a la familia Compsognathidae, cercano a Compsognathus del Jurásico superior de Europa y a Aristosuchus del Cretácico inferior de Inglaterra. Siendo considerado el único compsognátido de América. En 2010, Naish sugirió que podría haber sido un miembro basal de la Tyrannosauroidea.